# 몬테코르비노풀리아노
몬테코르비노풀리아노(이탈리아어: Montecorvino Pugliano)는 이탈리아 캄파니아주 살레르노도에 위치한 코무네다. 근처 코무네 몬테코르비노 로벨라 지명과 같이 거주지역은 풀리아노이고 거주지역이 아닌곳은 몬테코르비노라고 불린다.